# Municipio de Parkman
El municipio de Parkman (en inglés: Parkman Township) es un municipio ubicado en el condado de Geauga en el estado estadounidense de Ohio. En el año 2010 tenía una población de 4131 habitantes y una densidad poblacional de 59,07 personas por km².

## Geografía
El municipio de Parkman se encuentra ubicado en las coordenadas 41°22′57″N 81°2′53″O / 41.38250, -81.04806. Según la Oficina del Censo de los Estados Unidos, el municipio tiene una superficie total de 69.93 km², de la cual 69,5 km² corresponden a tierra firme y (0,61 %) 0,42 km² es agua.

## Demografía
Según el censo de 2010, había 4131 personas residiendo en el municipio de Parkman. La densidad de población era de 59,07 hab./km². De los 4131 habitantes, el municipio de Parkman estaba compuesto por el 99,03 % blancos, el 0,19 % eran afroamericanos, el 0,12 % eran amerindios, el 0,12 % eran asiáticos y el 0,53 % eran de una mezcla de razas. Del total de la población el 0,31 % eran hispanos o latinos de cualquier raza.